# 22号美国国道
22号美国国道（英語：U.S. Route 22）是一条东西方向的美国国道。该公路连接了新泽西州纽瓦克和俄亥俄州辛辛那提，全长647.45英里。